# E-routenetwerk

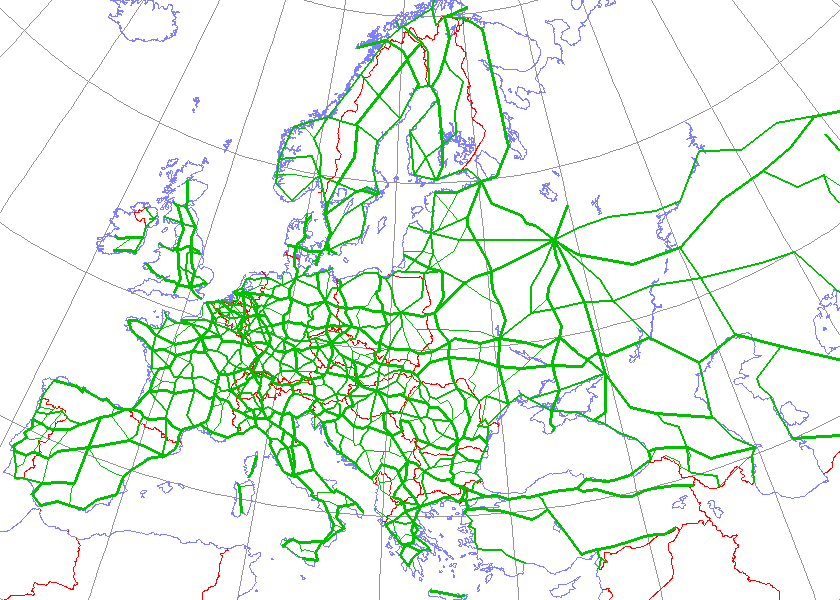
Internationaal E-wegennetwerk

Het E-routenetwerk is een reeks van wegen, die door de letter E en enkele cijfers worden aangeduid. De nummers worden toegekend door de Europese economische commissie van de Verenigde Naties (UNECE). Het netwerk doorkruist Europa. De wegen overbruggen nationale grenzen.

## Eerste E-wegen
Het eerste netwerk van E-wegen stamt uit de jaren 50. Op 16 september 1950 werd in Genève een verdrag ondertekend waarin een verklaring voor de constructie van hoofdverkeerswegen werd vastgelegd. Tot nu toe hebben 27 landen dit verdrag ondertekend (gegevens van december 2011).
In 1951 is het netwerk uitgebreid tot Joegoslavië en Turkije, in 1955 tot Spanje, in 1963 tot Bulgarije, in 1966 tot Hongarije en Roemenië en in 1968 tot Ierland.
In 1968 waren er formeel geen Europese wegen in de Sovjet-Unie. Begin jaren 70 wilde een aantal landen meer wegen in het netwerk toevoegen. Daardoor ontstond de nood om een nieuw systeem in te voeren.
In 1975 werd een nieuw verdrag gesloten. Met uitzondering van Spanje en Ierland, zijn de 27 landen die bij het oude verdrag waren aangesloten ook toegetreden tot dit nieuwe verdrag.
De belangrijkste E-wegen kregen de nummers van E1 tot en met E22, later aangevuld tot en met E27. De E28, E29 en E30 waren reservenummers en zijn nooit toegekend geweest. De nevenwegen kregen een nummer van E31 tot E92, in latere jaren aangevuld tot en met E126. In de loop der jaren zijn zo'n 27 aanpassingen geweest in het netwerk.
De hoofdroutes waren (⛴ geeft een bootverbinding aan):
- E1: Londen ⛴ Parijs - Lyon - Rome - Palermo
- E2: Londen ⛴ Reims - Milaan - Parma - Brindisi
- E3: Lissabon - Burgos - Antwerpen - Hannover (in 1975 via Bremen) ⛴ Stockholm ⛴ Vaalimaa - grens met Sovjet-Unie
- E4: Lissabon - Madrid - Frankfurt/M ⛴ Stockholm ⛴ Lahti - Helsinki
- E5: Londen ⛴ Brussel - Wenen - Niš - Thessaloniki (tot 1966) - Istanbul ⛴ Yayladagi - grens met Syrië
  - E5N: Niš - Sofia - Silivri (sinds 1966) = noordelijke tak van E5
  - E5S: Niš - Thessaloniki - Silivri (sinds 1966) = zuidelijke tak van E5
- E6: Rome - München - Berlijn ⛴ Oslo - Stjordal - Vollan - Kirkenes (in 1980)
- E7: Rome - Villach - Wenen - Krakow - Warschau
- E8: Londen ⛴ Den Haag - Hannover - Berlijn - Warschau - Moskou
- E9: Amsterdam - Luxemburg - Bazel - Genua
- E10: Parijs - Brussel - Amsterdam - Groningen (in 1958)
- E11: Parijs - Nancy - München - Salzburg
- E12: Parijs - Neurenberg - Praag - Warschau - Leningrad
- E13: Venetië - Verona - Milaan - Lyon - Tours (in 1969) - Brest (in 1969)
- E14: Trieste - Villach - Praag - Stettin/Szczecin ⛴ Malmö (in 1971)
- E15: Hamburg - Berlijn - Praag - Budapest - Boekarest (in 1966) - Constanța (in 1966)
- E15A: Turda - Boekarest (in 1966)
- E16: Bratislava - Łódź - Gdansk - Gdynia
- E17: Chagny - Bazel - Innsbruck - Salzburg
- E18: Stavanger - Oslo - Stockholm
- E19: Korinthos - Rion - Ioannina - Igoumenitsa (tot 1962 Melissopetra)
- E20: Niki (sinds 1975 Krystalopigi) - Thessaloniki - Sofia - Boekarest (in 1967) - Cernovcy (in 1967)
- E21: Savona - Turijn - Aosta - E21A tot Martigny, E21B tot Genève
- E22: Berlijn - Krakov - Lvov
  - E22A: Strzelce Opolskie - Krakow (sinds 1979)
- E23: Gürbulak - Erzurum - Ankara - Izmir (in 1966)
- E24: Esendere - Urfa - Kömürler - Adana (in 1966) - Kesan (in 1966) 
  - E24A: Cizre - Vanset (sinds 1966)
- E25: Burgos - Madrid - Sevilla - Algeciras (sinds 1958)
- E26: Barcelona - Valencia - Málaga - Algeciras (sinds 1958)
- E27: Triëste - Dubrovnik - Skopje - Sofia - Varna (sinds 1967)
- E28, E29, E30: reservenummers, niet toegekend

De nevenwegen waren:
- E31 tot E34 in Groot-Brittannië, alsook E104 tot E120 (sinds 1968)
- E35 tot E42 in de Benelux
- E43 tot E49 in Frankrijk, alsook de aparte nummers EB1 tot EB4 (sinds 1969)
- E50 tot E52 in Spanje en Portugal, ook de E101 tot E103 (sinds 1958)
- E53 tot E59 in Italië, ook de E91
- E60 tot E65 in Duitsland en Zwitserland, ook de E70 tot E74, de E86 en de E121 (sinds 1968)
- E66 tot E69 in Denemarken en Scandinavië, ook de E75 tot E80
- E81 tot E85 in Polen en Tsjecho-Slowakije
- E87 tot E90, E92 in Griekenland
- E93 tot E98 in Joegoslavië, Roemenië en Bulgarije (sinds 1951)
- E99 tot E100 in Turkije (sinds 1951)
- E122 tot E126 in Ierland (sinds 1969)

## Huidige E-wegen
In 1975 werd een geheel nieuw E-wegennet vastgelegd. De bestaande E-wegen kregen een nieuw nummer toegekend en er zijn wegen toegevoegd. Het verdrag dateert van 15 november 1975 en is in werking getreden op 15 maart 1983. Tot december 2011 hebben 37 landen dit verdrag ondertekend. Een grote wijziging in het netwerk, vooral wat betreft de nummering, vond plaats in 1985. In 1999 kende het netwerk een forse uitbreiding naar het oosten. Regelmatig worden wijzigingen aangebracht in het netwerk, deze staan vermeld in bijlage 1 van het verdrag. Sinds 1975 is deze bijlage 30 keer aangepast. In 1975 waren er 151 wegen, waaronder 18 hoofdwegen, tegen 1990 was het netwerk uitgegroeid tot 185 wegen, in 2000 tot 233 en in 2010 tot 249. In december 2011 zijn er 29 hoofdwegen, 78 referentiewegen en 142 nevenwegen. Ook de technische voorwaarden voor de constructie van deze wegen, die in bijlage 2 in het verdrag vermeld staan, kende een aantal wijzigingen.

### Nummering
De nummering van de wegen werd als hieronder gedefinieerd door de UNECE in 1975:
1. De belangrijke wegen, de zogenoemde A-wegen, hebben één of twee cijfers. De verbindingswegen of B-wegen hebben drie cijfers. Binnen de A-wegen onderscheiden we twee groepen:
  1. Hoofdassen hebben een nummer dat deelbaar is door 5. Deze wegen lopen over het hele Europese continent, dat wil zeggen van kust tot kust of tot de buitengrenzen van het continent, in enkele gevallen loopt het nummer door in Azië. Van al deze wegen is de E40 de absoluut langste: hij loopt van Calais tot aan de grens van Kazachstan met China, meer dan 8000 km.
    1. Wegen van noord naar zuid hebben een nummer van twee cijfers eindigend op een 5, oplopende nummers van west naar oost (E5: Greenock - Algeciras) naar oostelijke routes (E115: Moskou - Bakoe).
    2. Wegen van west naar oost hebben een nummer van twee cijfers eindigend op een 0, oplopende nummers van noord naar zuid (E10: Svolvær - Narvik - Luleå) naar zuidelijke routes (E70: La Coruña - Trabzon).

  2. Aanvullende A-wegen hebben een nummer van 2 cijfers dat geen veelvoud is van 5. Deze wegen lopen niet door over het hele continent, maar slechts op een deel. Noord-zuidelijk lopende wegen hebben een oneven nummer, min of meer oplopend van west naar oost en van noord naar zuid. Oost-westelijk lopende wegen hebben een even nummer, min of meer oplopend van noord naar zuid en van west naar oost. De nummers van deze wegen liggen tussen de nummers van de hoofdassen. Bijvoorbeeld: De E30 loopt van Cork (in Ierland) over Den Haag en Berlijn, Warschau, Moskou verder oostwaarts. De E40 loopt van Calais over Brussel naar Keulen, Krakau, Kiev verder oostwaarts. Hiertussen moeten dus E32, E34, E36 en E38 liggen. Welnu, de E32 ligt in Groot-Brittannië, de E34 in België, Nederland en Duitsland (al wat meer oostwaarts), de E36 in Duitsland en Polen.
2. Klasse-B wegen hebben een nummer van drie cijfers. Het eerste cijfer is dat van de dichtstbijzijnde belangrijke weg in het noorden, het tweede staat voor de dichtstbijzijnde belangrijke weg in het westen. Het derde cijfer is een serienummer.
3. Noord-zuid Klasse-A wegen die ten oosten van de E99 liggen hebben oneven nummers van drie cijfers van E101 tot E129.
4. Klasse-B wegen ten oosten van de E101 hebben een nummer van drie cijfers, van E001 tot E099.

### Klasse A-wegen

#### Belangrijke noord-zuidwegen
⛴ geeft een bootverbinding aan, 🚇 een treinverbinding. 

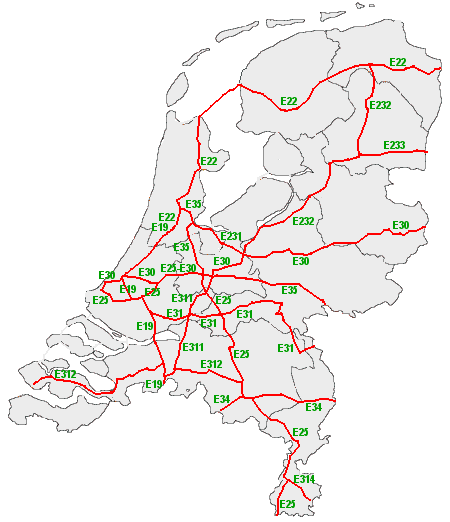
E-wegen in Nederland

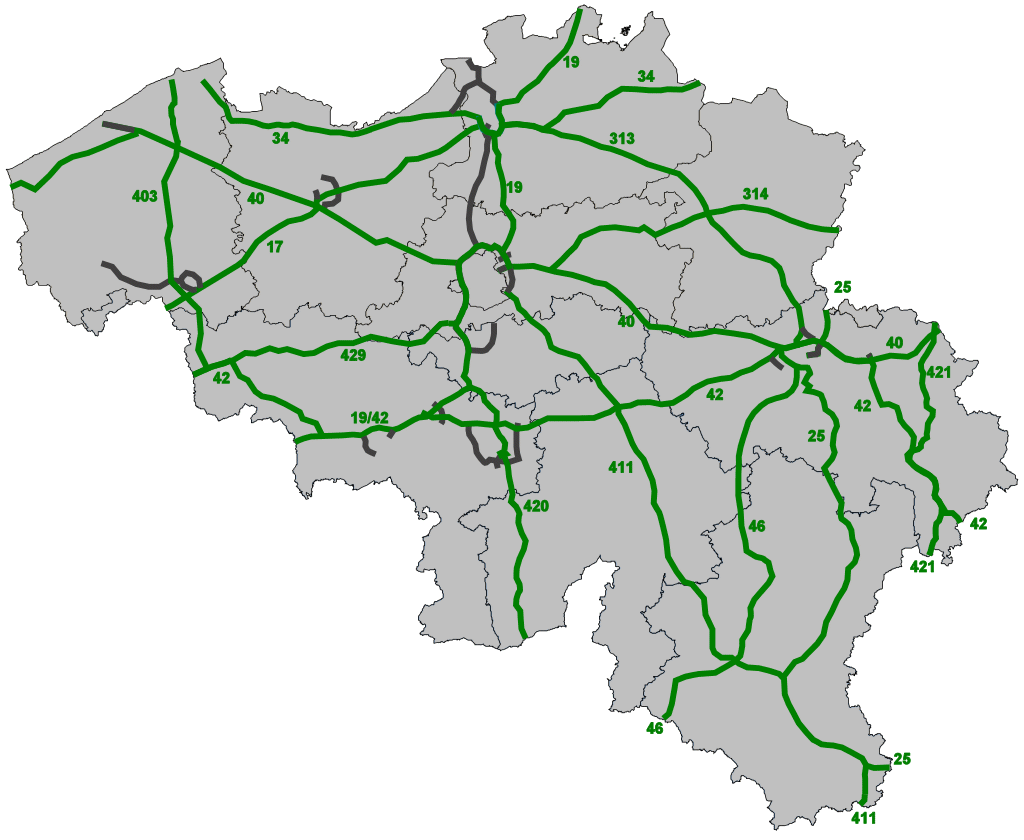
E-wegen in België

 Greenock - Glasgow - Gretna - Carlisle - Penrith - Preston - Warrington - Birmingham - Newbury - Southampton ⛴ Le Havre - Parijs - Orléans - Tours - Poitiers - Bordeaux - San Sebastián - Burgos - Madrid - Córdoba - Sevilla - Cádiz - Algeciras

 Inverness - Perth - Edinburgh - Newcastle - Scotch - Corner - Doncaster - Londen - Folkestone - Dover 🚇 Calais - Parijs - Lyon - Orange - Narbonne - Girona - Barcelona - Tarragona - Castellón de la Plana - Valencia - Alicante - Murcia - Algeciras

 Hoek van Holland - Rotterdam - Gouda - Utrecht - 's-Hertogenbosch - Eindhoven - Maastricht - Luik - Bastenaken - Arlon - Luxemburg - Metz - St. Avold - Straatsburg - Mulhouse - Bazel - Olten - Bern - Lausanne - Genève - Mont Blanc - Aosta - Ivrea - Vercelli - Alessandria - Genua ⛴ Bastia - Porto-Vecchio - Bonifacio ⛴ Porto Torres - Sassari - Cagliari ⛴ Palermo

 Amsterdam - Keulen - Karlsruhe - Bazel - Luzern - Gotthardpas - Bellinzona - Lugano - Milaan - Parma - Florence - Rome

 Karesuando - Gällivare - Storuman - Östersund - Mora - Grums - Trollhättan - Göteborg ⛴ Frederikshavn - Aalborg - Aarhus - Vejle - Kolding - Haderslev - Aabenraa - Flensburg - Hamburg - Hannover - Göttingen - Kassel - Fulda - Würzburg - Neurenberg - München - Rosenheim - Wörgl - Innsbruck - Brennerpas - Fortezza - Bozen - Trente - Verona - Modena - Bologna - Cesena - Perugia - Fiano Romano - San Cesareo - Napels - Salerno - Sicignano degli Alburni - Cosenza - Villa San Giovanni ⛴ Messina - Catania - Siracusa - Gela

 Helsingborg ⛴ Helsingør - Kopenhagen - Koge - Vordingborg - Farø - Nykøbing Falster - Gedser ⛴ Rostock - Berlijn - Lübbenau - Dresden - Teplice - Praag - Tábor - České Budějovice - Dolní Dvořiště - Linz - Salzburg - Villach - Tarvisio - Udine - Palmanova - Mestre - Ravenna - Cesena - Rimini - Fano - Ancona - Pescara - Canosa di Puglia - Bari - Brindisi ⛴ Igoemenitsa - Preveza - Messolongi - Rion - Patras - Pyrgos - Kalamáta

 Malmö - Ystad ⛴ Świnoujście - Wolin - Goleniów - Szczecin - Świebodzin - Jelenia Góra - Harrachov - Železný Brod - Turnov - Mladá Boleslav - Praag - Jihlava - Brno - Břeclav - Bratislava - Rajka - Mosonmagyaróvár - Csorna - Szombathely - Körmend - Zalaegerszeg - Nagykanizsa - Letenye - Zagreb - Karlovac - Rijeka - Split - Metković - Dubrovnik - Petrovac - Podgorica - Bijelo Polje - Skopje - Kicevo - Ohrid - Bitola - Niki - Vevi - Kozani - Larissa - Domokos - Lamia - Brálos (Μπράλος) - Itéa (Ιτέα) - Antírrio (Αντίρριο) ⛴ Río (Ρίο) - Aígio (Αίγιο) - Korinthe - Tripoli - Kalamáta ⛴ Kissamos - Chaniá

 Vardø - Utsjoki - Ivalo - Sodankylä - Rovaniemi - Kemi - Oulu - Jyväskylä - Lahti - Helsinki ⛴ Gdansk - Gliwice - Krolniewice - Łódź - Piotrków Trybunalski - Katowice - Česky Tĕšin - Žilina - Bratislava - Győr - Boedapest - Szeged - Belgrado - Niš - Kumanovo - Skopje - Gevgelija - Evzoni - Thessaloniki - Larissa - Lamia - Athene ⛴ Chaniá - Iraklion - Agios Nikolaos - Sitia

 Klaipėda - Kaunas - Vilnius - Lida - Slonim - Kobrin - Loetsk - Tsjernivtsi - Siret - Suceava - Săbăoani - Roman - Bacău - Mărășești - Tișița - Buzău - Urziceni - Boekarest - Giurgiu - Ruse - Byala/Ruse (Бяла/Русе) - Veliko Tarnovo - Stara Zagora - Chaskovo - Svilengrad - Orménio Évrou (Ορμένιο Έβρου) - Kastaniés Évrou (Καστανιές Έβρου) - Didymoteicho - Alexandroupolis

 Sint-Petersburg - Pskov - Homel - Kiev - Odessa ⛴ Samsun - Merzifon

 Moskou - Kaloega - Brjansk - Hlukhiv - Kiev

 Kirkenes - Moermansk - Petrozavodsk - Sint-Petersburg - Moskou - Orjol - Charkov - Simferopol - Jalta

 Jaroslavl - Moskou - Voronezj - Rostov aan de Don - Krasnodar - Novorossiejsk

 Mineralnye Vodi - Naltsjik - Vladikavkaz - Tbilisi - Jerevan - Goris - Megri

 Moskou - Tambov - Povorino - Wolgograd - Astrachan - Machatsjkala - Koeba - Bakoe - Ələt - Astara

 Samara - Oral - Atyrau - Beyneū (Бейнеу) - Shetpe (Шетпе) - Zhetibay (Жетібай) - Fetīsovo (Фетисово) - Garabogaz - Türkmenbaşy - Serdar - grens met Iran

 Čeljabinsk (Челябинск) - Qostanay - Zapadnoe (Западное) - Buzylyq (Бұзылық) - Derzhavīn (Державин) - Arqalyk - Zhezqazghan - Qyzylorda - Shymkent - Tasjkent - Aini (Айнӣ) - Doesjanbe - Panji Poyon (Панҷи Поён)

 Isjim - Petropavl - Kökshetaū - Shchūchīnsk (Щучинск) - Astana - Qaraghandy - Balqash (Балқаш) - Būyrylbaytal (Буырылбайтал) - Almaty - Bisjkek - Naryn - Torugart (Торугарт)

 Omsk - Pavlodar - Semey - Qalbataū (Қалбатау) - Maykapshagay - grens met China

#### Belangrijke oost-westwegen
⛴ geeft een bootverbinding aan. 

 Å - Svolvær - Melbu - Sortland - Lødingen - Evenes - Narvik - Kiruna - Luleå

 Shannon - Limerick - Dublin ⛴ Liverpool - Manchester - Bradford - Leeds - Kingston upon Hull ⛴ Esbjerg - Kolding - Middelfart - Odense - Korsør - Køge - Kopenhagen -Sontbrug -  Malmö - Helsingborg - Halmstad - Göteborg - Örebro - Arboga - Eskilstuna - Södertälje - Stockholm ⛴ Tallinn - Sint-Petersburg

 Cork - Rosslare ⛴ Fishguard - Felixstowe ⛴ Hoek van Holland - Den Haag - Oldenzaal - Osnabrück - Berlijn - Świebodzin - Poznań - Warschau - Brest - Minsk - Smolensk - Samara

 Calais - Oostende - Brugge - Gent - Brussel - Luik - Aken - Keulen - Olpe - Gießen - Bad Hersfeld - Herleshausen - Eisenach - Erfurt - Gera - Chemnitz - Dresden - Görlitz - Legnica - Wrocław - Opole - Gliwice - Krakau - Przemyśl - Lviv - Rovno - Zjytomyr - Kiev - Charkov - Luhansk - Wolgograd - Astrachan - Atyrau - Beyneū (Бейнеу) - Qoʻngʻirot - Nukus - Daşoguz - Buchara - Navoiy - Samarkand - Jizzax - Tasjkent - Shymkent - Taraz - Bisjkek - Almaty - Saryözek/Almaty obl. (Сарыөзек) - Taldyqorghan - Üsharal (Үшарал) - Taskesken (Таскескен) - Ayagöz (Аягөз) - Georgīevka (Георгиевка) - Öskemen - Ridder

 Brest - Rennes - Le Mans - Parijs - Reims - Metz - Saarbrücken - Mannheim - Heilbronn - Neurenberg - Rozvadov - Plzeň - Praag - Jihlava - Brno - Trenčín - Prešov - Košice - Vyšné Nemecké - Oezjhorod - Moekatsjevo - Stryj - Ternopil - Chmelnytsky - Vinnytsja - Oeman - Kropyvnytsky - Dnipro - Donetsk - Rostov aan de Don - Armavir - Mineralnye Vody - Machatsjkala

 Brest - Lorient - Vannes - Nantes - Angers - Tours - Orléans - Montargis - Auxerre - Beaune - Dôle - Besançon - Belfort - Mulhouse - Bazel - Zürich - Winterthur - Sankt Gallen - St. Margrethen - Bregenz - Lauterach - Feldkirch - Landeck - Imst - Telfs - Innsbruck - Wörgl - Rosenheim - Bad Reichenhall - Salzburg - Sattledt - Linz - Sankt Pölten - Wenen - Nickelsdorf - Mosonmagyaróvár - Győr - Boedapest - Püspökladány - Oradea - Cluj-Napoca - Turda - Târgu Mureș - Brașov - Ploiești - Boekarest - Urziceni - Slobozia - Hârșova - Constanța - Agigea ⛴ Poti - Samtredia - Khashuri - Tbilisi - Gəncə - Evlak - Bakoe ⛴ Türkmenbaşy - Serdar - Asjchabad - Tejen - Mary - Türkmenabat - Olot - Buchara - Karshi - Guzar - Sherobod - Termiz - Doesjanbe - Jirgatol (Ҷиргатол) - Sarytash (Сарыташ) - Irkeshtam (Иркештам)

 A Coruña - Oviedo - Bilbao - San Sebastián - Bordeaux - Clermont-Ferrand - Lyon - Chambéry - Susa - Turijn - Alessandria - Tortona - Brescia - Verona - Mestre - Palmanova - Trieste - Ljubljana - Zagreb - Djakovo - Belgrado - Vrsac - Timișoara - Caransebeș - Drobeta-Turnu Severin - Craiova - Alexandria - Boekarest - Giurgiu - Ruse - Razgrad - Shoumen - Varna ⛴ Samsun - Altınordu - Giresun - Trabzon - Batoemi - Poti

 Lissabon - Santarém - Leiria - Coimbra - Aveiro - Viseu - Guarda - Vilar Formoso - Salamanca - Burgos - San Sebastián - Pau - Toulouse - Narbonne - Nîmes - Aix-en-Provence - Nice - Ventimiglia - Savona - Genua - La Spezia - Migliarino - Livorno - Grosseto - Civitavecchia - Rome - Pescara ⛴ Dubrovnik - Petrovac - Podgorica - Pristina - Niš - Dimitrovgrad - Sofia - Plovdiv - Svilengrad - Edirne - Babaeski - Silivri - Istanboel ⛴ Izmit - Adapazari - Bolu - Gerede - Ilgaz - Amasya - Niksar - Refahiye - Erzincan - Aşkale - Erzurum - Ağrı - Gürbulak - grens met Iran

 Lissabon - Montijo - Setúbal - Evora - Caia e São Pedro - Badajoz - Madrid - Zaragoza - Lleida - Barcelona ⛴ Mazara del Vallo - Alcamo - Palermo - Buonfornello - Messina ⛴ Reggio Calabria - Catanzaro - Crotone - Sibari - Metaponto - Taranto - Brindisi ⛴ Igoemenitsa - Ioannina - Kozani - Thessaloniki - Alexandroupolis - Ipsala - Keşan - Gelibolu ⛴ Lapseki - Bursa - Eskişehir - Sivrihisar (stad) - Ankara - Aksaray - Adana - Toprakkale (stad) - Gaziantep - S. Urfa - Nusaybin - Cizre - Habur - grens met Irak

#### Noord-zuidverbindingswegen

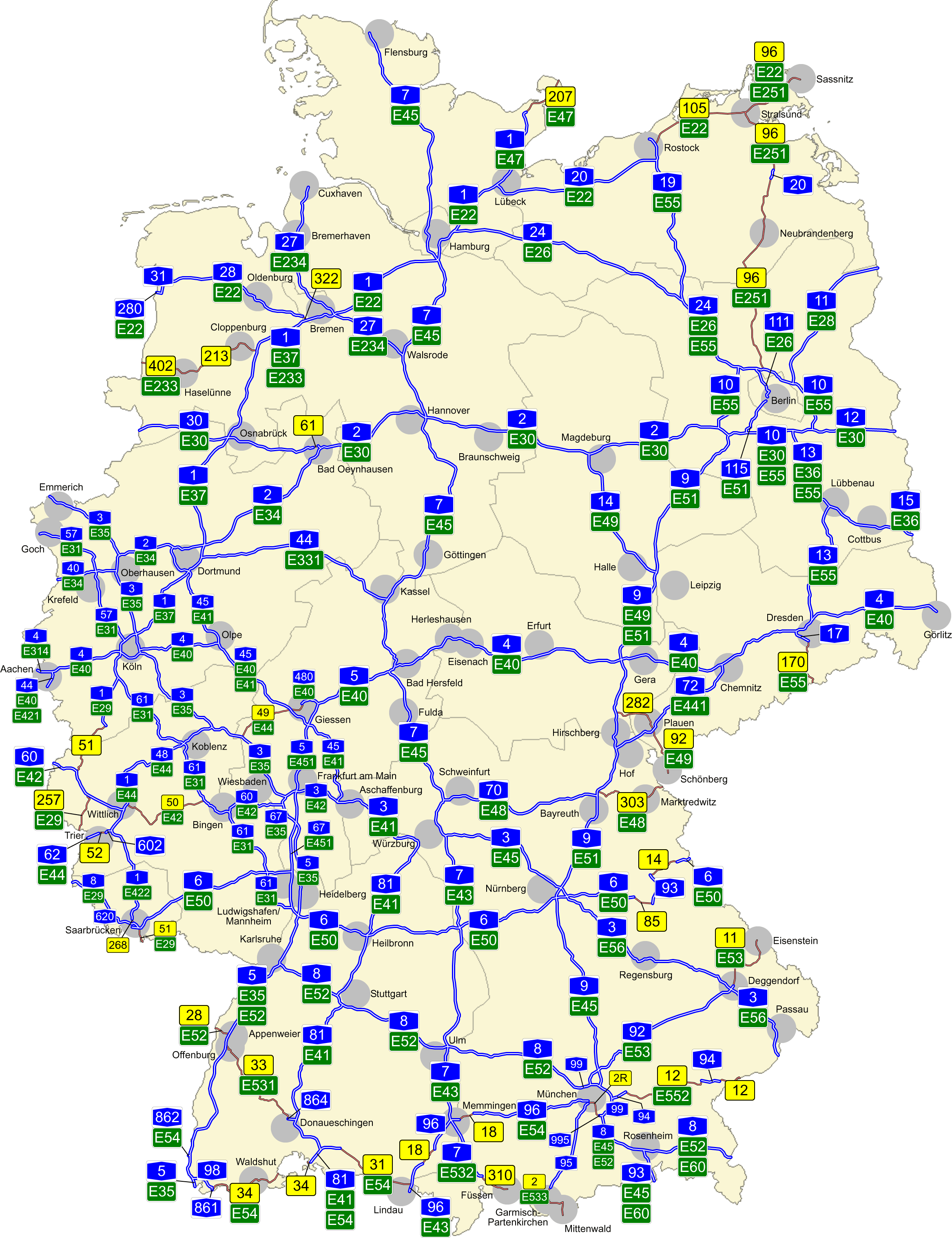
E-wegen in Duitsland

⛴ geeft een bootverbinding aan. 

 Larne - Belfast - Dublin - Rosslare ⛴ A Coruña - Pontevedra - Valença do Minho - Vila Real de Santo António - Huelva - Sevilla

 Cherbourg-en-Cotentin - La Rochelle

 (uitzondering) Trelleborg - Malmö - Göteborg - Oslo - Hamar - Lillehammer - Dombås - Trondheim - Stjørdal - Steinkjer - Mosjøen - Mo i Rana - Rognan - Fauske - Ballangen - Narvik - Bardu - Alta - Olderfjord - Lakselv - Karasjok - Varangerbotn - Kirkenes

 Pau - Jaca - Zaragoza 

 Orléans - Toulouse - Barcelona

 Vierzon - Montluçon - Clermont-Ferrand - Montpellier

 Doncaster - Sheffield - Nottingham - Leicester - Northampton - Londen

 Antwerpen - Gent - Kortrijk - Lille - Arras - Reims - Châlons-en-Champagne - Troyes - Beauchemin - Beaune

 Amsterdam - Den Haag - Rotterdam - Antwerpen - Brussel - Rijsel - Parijs

 Metz - Genève

 Metz - Lausanne

 Belfort - Bern - Martigny - Aosta

 Keulen - Sarreguemines

 Rotterdam - Gorinchem - Nijmegen - Goch - Krefeld - Keulen - Koblenz - Bingen - Ludwigshafen am Rhein - Hockenheim

 Parma - La Spezia

 Bremen - Keulen

 Trondheim - Orkanger - Vinjeøra - Halsa - Straumsnes - Krifast - Batnfjordsøra - Molde - Vestnes - Skodje - Ålesund - Volda - Nordfjordeid - Sandane - Førde - Lavik - Instefjord - Knarvik - Bergen - Os - Stord - Sveio - Aksdal - Bokn - Rennesøy - Randaberg - Stavanger - Sandnes - Helleland - Flekkefjord - Lyngdal - Mandal - Kristiansand ⛴ Hirtshals - Hjørring - Nørresundby - Aalborg

 Dortmund - Wetzlar - Aschaffenburg - Würzburg - Stuttgart - Schaffhausen - Winterthur - Zürich - Altdorf

 Würzburg - Ulm - Lindau - Bregenz - St. Margrethen - Buchs - Chur - San Bernardino - Bellinzona

 Helsingborg ⛴ Helsingør - Kopenhagen - Køge - Vordingborg - Farø - Rødby ⛴ Lübeck

 Maagdenburg - Halle - Plauen - Schönberg - Vojtanov - Karlovy Vary - Pilsen - České Budějovice - Třeboň - Halámky - Wenen

 Berlijn - Leipzig - Gera - Hirschberg - Hof - Bayreuth - Neurenberg

 Pilsen - Bayerisch Eisenstein - Deggendorf - München

 Sattledt - Liezen - Sankt Michael - Graz - Maribor - Ljubljana

 Praag - Jihlava - Wenen - Graz - Spielfeld - Maribor - Zagreb

 Villach - Karawankentunnel - Naklo - Ljubljana - Triëst - Rijeka

 Sodankylä - Kemijärvi - Kuusamo - Kajaani - Kuopio - Jyväskylä - Tampere - Turku

 Helsinki ⛴ Tallinn - Riga - Kaunas - Warschau - Piotrków Trybunalski - Wrocław - Kłodzko - Běloves - Náchod - Hradec Králové - Praag

 Nordkapp - Olderfjord

 Košice - Miskolc - Boedapest - Balatonvilágos - Nagykanizsa - Zagreb - Karlovac - Knin - Split

 Boedapest - Szekszárd - Mohács - Osijek - Đakovo - Samak - Zenica - Mostar - Metković

 Pskov - Riga - Šiauliai - Talpaki (Талпаки) - Kaliningrad ⛴ Gdansk - Elbląg - Warschau - Radom - Krakau - Trstená - Ruzomberok - Zvolen - Boedapest

 Miskolc - Debrecen - Berettyóújfalu - Oradea - Beiuş - Deva - Petroşani - Târgu Jiu - Craiova - Calafat - Vidin - Vratsa - Botevgrad (Ботевград) - Sofia - Blagoevgrad - Sérres - Thessaloniki

 Moekatsjevo - Halmeu - Satu Mare - Zalău - Cluj-Napoca - Turda - Sebeş - Sibiu - Piteşti - Boekarest - Lehliu - Fetești - Cernavodă - Constanța

 Byala (Бяла) - Pleven - Yablanitsa (Ябланица) - Botevgrad (Ботевград) - Sofia

 Odessa - Izmajil - Reni (Рені) - Galați - Tulcea - Constanța - Varna - Burgas - Marinka - Zvezdets (Звездец) - Malko Tarnovo (Малко Търново) - Dereköy - Kırklareli - Babaeski - Havza - Keşan - Gelibolu - Eceabat ⛴ Çanakkale - Ayvalik - İzmir - Selçuk - Aydin - Denizli - Acıpayam - Korkuteli - Antalya

 Gerede - Kızılcahamam - Ankara

 Toprakkale - Iskenderun - Antiochië - Yaylada - grens met Syrië

 Cherson - Dzhankoi - Novorossiejsk - Sotsji - Soechoemi - Poti - (E 70) - Trabzon - Gümüşhane - Aşkale

 Şanliurfa - Diyarbakır - Bitlis - Doğubayazıt – Iğdır - Dilucu - Sədərək

#### Oost-westverbindingswegen
⛴ geeft een bootverbinding aan. 

 Helsingborg - Jönköping - Norrköping - Södertälje - Stockholm - Sundsvall - Örnsköldsvik - Umeå - Luleå - Haparanda - Tornio - Kemi

 Tromsø - Nordkjosbotn - Skibotn - Tornio - Oulu - Vaasa - Turku

 Mo i Rana - Umeå - Vaasa - Tampere - Hämeenlinna - Helsinki

 Trondheim - Östersund - Sundsvall

 Londonderry - Belfast ⛴ Glasgow - Edinburgh ⛴ Bergen - Fagernes - Hønefoss (-Oslo) – Gardermoen – Kongsvinger - Torsby - Malung - Borlänge - Falun - Sandviken - Gävle

 Kristiansand - Arendal - Porsgrunn - Larvik - Sandefjord - Horten - Drammen - Oslo - Askim - Karlstad - Örebro - Västerås - Stockholm ⛴ Turku - Helsinki - Kotka - Vyborg - Sint-Petersburg

 Holyhead - Chester - Warrington - Manchester - Leeds - Doncaster - Immingham ⛴ Amsterdam - Groningen - Oldenburg - Bremen - Hamburg - Lübeck - Rostock - Stralsund - Sassnitz ⛴ Trelleborg - Malmö - Kalmar - Norrköping ⛴ Ventspils - Riga - Rēzekne - Velikije Loeki - Moskou - Vladimir - Nizjni Novgorod - Kazan - Jelaboega - Perm - Jekaterinenburg - Tjoemen - Isjim

 Birmingham - Cambridge - Ipswich

 Hamburg - Berlijn

 Berlijn - Gdansk - Minsk

 Colchester - Harwich

 Brugge - Knokke-Heist - Zelzate - Antwerpen - Eindhoven - Venlo - Duisburg - Oberhausen - Bielefeld - Bad Oeynhausen

 Berlijn - Cottbus - Legnica

 Hlukhiv - Kursk - Voronež - Saratov - Oral - Aqtöbe - Qarabutaq (Қарабұтақ) - Aral (Арал) - Äyteke bī (Әйтеке би) - Qyzylorda - Shymkent

 Duinkerke - Rijsel/Lille - Bergen - Charleroi - Namen - Luik - Sankt-Vith - Wittlich - Bingen - Wiesbaden - Frankfurt - Aschaffenburg

 Le Havre - Amiens - Charleville-Mézières - Luxemburg - Trier - Koblenz - Gießen

 Cherbourg-en-Cotentin - Caen - Rouen - Reims - Charleville-Mézières - Luik

 Schweinfurt - Bayreuth - Marktredwitz - Cheb - Karlovy - Praag

 Straatsburg - Appenweier - Karlsruhe - Stuttgart - Ulm - München - Salzburg

 Parijs - Chaumont - Mulhouse - Bazel - Waldshut - Lindau - München

 Neurenberg - Regensburg - Passau - Wels - Sattledt

 Wenen - Bratislava - Zvolen - Košice - Uzhgorod - Mukacheve - Halmeu - Suceava - Iaşi - Sculeni - Chisinau - Odessa - Nikolaev - Cherson - Melitopol - Taganrog - Rostov aan de Don

 Nantes - Poitiers - Mâcon - Genève - Lausanne - Martigny - Sion - Simplon - Gravellona Toce - Milaan - Tortona - Genua

 Turijn - Milaan - Brescia

 Fortezza - San Candido - Spittal an der Drau - Villach - Klagenfurt am Wörthersee - Graz - Veszprém - Székesfehérvár - Dunaújváros - Kecskemét - Szolnok

 Szeged - Arad - Ilia - Deva - Sebeş - Sibiu - Veştem - Făgăraş - Brașov

 Bordeaux - Toulouse

 Nice - Cuneo - Asti - Alessandria

 Migliarino - Florence

 Grosseto - Arezzo - Sansepolcro - Fano

 Porto - Vila Real - Bragança - Zamora - Tordesillas

 Keşan - Tekirdağ - Silivri

 Krystallopigí (Κρυσταλλοπηγή) - Florina - Vevi - Géfyra (Γέφυρα)

 Ankara - Yozgat - Sivas - Refahiye

 Igoemenitsa - Ioannina - Trikala - Volos

 Korinthe - Megara - Eleusis - Athene

 İzmir - Usak - Afyon - Sivrihisar

 Topboğazı - Kırıkhan - Reyhanlı - Cilvegözü - grens met Syrië

### Klasse B-wegen
⛴ geeft een bootverbinding aan. 

 Tbilisi - Bagratashen - Vanadzor

 Ələt - Saatlı - Meghri - Ordubad - Culfa - Naxçıvan - Sədərək (stad)

 Uchquduq - Daşoguz - Asjchabad - Gaudan

 Qızılorda - Uchquduq - Buchara

 Guza - Samarkand

 Aini (Айнӣ) - Kokand

 Tasjkent - Kokand - Andizjan - Osj - Irkeshtam

 Doesjanbe - Kulab - Qal’ai Khumb (Қалъаи Хумб) - Choroeg - Moerghob - Kulma-pas - grens met China

 Jirgatol (Ҷиргатол) - Choroeg - Ishkashim - Lyanga - China

 Osj - Bisjkek

 Kökpekti (Көкпекті) - Kegen (Кеген) - Tyup

 Almaty (Алматы) - Kökpekti (Көкпекті) - Shonzha (Шонжа) - Köktal (Көктал) - Qorghas (Қорғас)

 Saryözek (Сарыөзек) - Köktal (Көктал)

 Üsharal (Үшарал) - Dostyq (Достық)

 Taskesken (Таскескен) - Baqty (Бақты)

 Zapadnoe (Западное) - Zhaqsy (Жақсы) - Atbasar (Атбасар) - Astana (Нұрсұлтан)

 Jelaboega - Oefa

 Zhezkazgan - Qarağandı - Pavlodar - Ūspenka (Успенка)

 Petropavl (Петропавл) - Zapadnoe (Западное)

 Haugesund - Etne - Røldal - Haukeli - Vinje - Seljord - Hjartdal - Notodden - Kongsberg - Hokksund - Drammen

 Ålesund - Skodje - Ørskog - Tresfjord - Åndalsnes - Lesja - Dombås

 Cork - Portlaoise

 Amsterdam - Amersfoort

 Amersfoort - Groningen

 Hoogeveen - Bremen

 Cuxhaven - Walsrode

 Sassnitz - Stralsund - Neubrandenburg - Berlijn

 Świecie - Poznań - Wrocław

 Kaunas - Ukmergė - Daugavpils - Rēzekne - Otrov

 Tallinn - Tartu - Luhamaa

 Jõhvi - Tartu - Valga - Valka - Valmiera - Incukalns

 Tallinn – Paldiski ⛴ Kapellskär

 Minsk - Gomel

 Klaipėda - Palanga - Šiauliai - Panevėžys - Ukmergė - Vilnius

 Utrecht - Breda

 Vlissingen - Breda - Eindhoven

 Antwerpen - Hasselt - Luik

 Leuven - Genk - Heerlen - Aken

 Dortmund - Kassel

 Radom - Rzeszów - Barwinek - Vyšný Komárnik - Svidnik - Prešov

 Warschau - Lublin - Lviv

 Lublin - Kovel - Kiev

 Vervallen

 Trosna (Тросна) - Hlukhiv

 Saint-Brieuc - Caen

 Calais - Rouen - Le Mans

 Doornik - Brugge - Zeebrugge

 Jabbeke - Zeebrugge

 Brussel - Metz

 Nijvel - Reims

 Luxemburg - Aken

 Trier - Saarbrücken

 Doornik - Halle

 Chemnitz - Plauen - Hof

 Karlovy Vary - Žilina

 Gießen - Frankfurt aan de Main - Mannheim

 Svitavy - Brno - Wenen

 Brno - Olomouc - Český Těšín - Krakau

 Moekatsjevo - Lviv

 Le Mans - Angers

 Le Mans - Tours

 Courtenay - Troyes

 Remiremont - Mulhouse

 Offenburg - Donaueschingen

 Memmingen - Füssen

 München - Garmisch-Partenkirchen - Mittenwald - Seefeld - Innsbruck

 České Budějovice - Humpolec

 München - Braunau - Wels - Linz

 Bratislava - Zvolen - Košice

 Trenčín - Žiar nad Hronom

 Püspökladány - Nyíregyháza - Tsjop - Oezjhorod

 Bacău - Brașov - Piteşti - Craiova

 Bratislava - Dunajská Streda - Medvedov - Vámószabadi - Győr

 Dej - Cluj-Napoca

 Ploiești - Buzău

 Saratel - Reghin - Toplita - Gheorgheni - Miercurea-Ciuc - Sfantu - Gheorghe - Chichis

 Görbeháza - Nyíregyháza - Vásárosnamény - Beregdaróc

 Tișița - Tecuci - Albița - Leușeni - Chisinau - Odessa

 Săbăoani - Iaşi - Bălți - Mohyliv-Podilskyi (Могилів-Подільський) - Vinnytsja - Zjytomyr

 Poltava - Kropyvnytsky - Chisinau - Giurgiulesti - Galati - Slobozia

 Krasnodar - Džubga (Джубга)

 Niort - La Rochelle

 La Rochelle - Saintes

 Saintes - Angoulême - Limoges

 Tours - Vierzon

 Angoulême - Bordeaux

 Digoin - Chalon-sur-Saône

 Lyon - Pont-d'Ain

 Ivrea - Turijn

 Wörgl - St. Johann - Lofer - Salzburg

 Altenmarkt - Liezen

 Klagenfurt - Loibl Pass - Naklo

 Letenye - Tornyiszentmiklós

 Balatonkeresztúr - Nagyatád - Barcs - Virovitica - Okučani - Banja Luka - Jajce - Donji Vakuf - Zenica

 Subotica - Sombor - Osijek

 Timișoara - Arad - Oradea - Satu Mare

 Lugoj - Ilia

 Agigea - Negru Voda/Kardam

 Asjtarak - Gyumri - Ashots’k’ - Vale - Türkgözü - Posof - Kars - Horasan

 Batoemi - Samtredia

 Lyon - Grenoble

 Genève - Chambéry - Marseille

 Valence - Grenoble

 Orange - Marseille

 Turijn - Savona

 Rijeka - Pula - Koper

 Bihać - Jajce - Donji Vakuf - Zenica - Sarajevo - Užice - Čačak - Kraljevo - Kruševac - Pojate - Paraćin - Zaječar

 Sarajevo - Podgorica - Grens met Albanië

 Belgrado - Čačak - Nova Varoš - Bijelo Polje

 Drobeta-Turnu Severin - Niš

 Jablanica - Velico Tirnovo - Sjoemen

 Popovica - Stara Zagora - Burgas

 Coimbra - Viseu - Vila Real - Chaves - Verín

 Bragança - Guarda - Castelo Branco - Portalegre - Évora - Beja - Ourique

 Salamanca - Mérida - Sevilla

 Bilbao - Logroño - Zaragoza

 Famalicão - Chaves

 Torres Novas - Abrantes - Castelo Branco - Guarda

 Rome - San Cesareo

 Sassari - Olbia ⛴ Civitavecchia - aansluiting met E80

 Avelinno - Salerno

 Napels - Avellino - Benevento - Canosa

 Bari - Taranto

 Spezzano Albanese - Sibari

 Cosenza - Crotone

 Sicignano degli Alburni - Potenza - Metapono

 S. Eufemiu - Catanzaro

 Petrovac - (Albanië) - Prizren - Pristina

 Ohrid - Grens met Albanië

 Ioannina - Grens met Albanië

 Sofia - Kjoestendil - Kumanovo

 Izmit - Bursa - Balikesir - Manisa - İzmir - Çeşme

 Madrid - Valencia

 Jaén - Granada - Málaga

 Mazara del Vallo - Gela

 Buonfornello - Enna - Catania

 Alcamo - Trapani

 Ioannina - Arta - Agrinion - Mesolongi

 Aktio - Vonitsa - Amfilochia - Karpenisi - Lamia

 Tripoli - Sparta - Githion

 Elefsína - Thebe

 Afyonkarahisar - Konya - E90 tussen Aksaray en Pozantı

 Mersin - Tarsus - E90 tussen Pozantı en Adana